# 安鐵成
安鐵成（1963年—），出生於吉林省四平市，至於籍貫為四川省。中国第一汽车集团公司副總經理；一汽大众汽车有限公司原總經理。

## 生平
1984年加入中国第一汽车集团工作之久，在1984年至1999年間，委任一汽車身廠所有工作，而在1998年和2000年期間，畢業於吉林工业大学研究生院学生及管理工程硕士，到了1999年，安鐵成開始委任一汽-大众汽车管理層，直至2011年7月30日為止，也就是委任中国第一汽车集团公司副總經理。
另外，在2005年委任一汽-大众汽车管理層時，一汽-大众汽车當時是嚴重虧損一家合營公司，於是進行大改革重組及改良，辦事謹慎，使企業得以重生，因此對企業家評重最多。